# Марочкин, Владимир Владимирович
Владимир Владимирович Марочкин (29 ноября 1960, Пенза, СССР — 18 декабря 2024) — советский и российский журналист, писатель, киносценарист, редактор и музыкальный критик.

## Биография
Родился 29 ноября 1960 года в городе Пенза. С 1980 года жил и работал в Москве. Женат, двое сыновей.

### Образование
В 1985 году окончил факультет журналистики МГУ.

### Карьера
- С начала 1987 года Марочкин трудился в Московской творческой лаборатории рок-музыки при Главном управлении культуры исполкома Моссовета, был главным редактором журнала «СДВИГ». В декабре 1988 года вышел первый номер газеты «СДВИГ-афиша»[2][3].
- С 1986 по 1991 год Владимир Марочкин вёл музыкальную рубрику в советско-болгарском журнале «Дружба».
- С 1989 по 1991 год совместно с И.Васильковым вёл программу «Вечерний курьер» на радиостанции «Юность».
- В 1991—1992 годах — музыкальный редактор ряда телепрограмм Российского телевидения.
- В 1992 году вёл музыкальную рубрику в газете «Куранты».
- В 1990-х годах Владимир Марочкин издавал и редактировал ряд музыкальных и молодёжных изданий (газеты «Дверь в рокенрол» и «Загубленное Детство», журналы «Давай! Давай!» и «Русский рок»). Статьи и фотографии Марочкина публиковались во многих газетах («Литературная газета», «Вечерняя Москва», «Московская правда», «Комсомольская правда», «День») и журналах («Эстрада и цирк», «Юность», «Забриски Райдер», «Фанограф» и других).
- С 1997 по 2000 год отвечал за музыкальную страницу «Фишка» «Вечерней Москвы».

Умер 18 декабря 2024 года в возрасте 64 лет.

## Фильмы
Владимир Марочкин — автор сценариев ряда документальных фильмов: «Сорок сроков рока» (АТВ по заказу ОАО Первый канал, 2005), «Наша АББА» (АТВ по заказу телеканала «Россия», 2006), «Наша Феличита» (АТВ по заказу телеканала «Россия», 2007) и др.
- В 2008 году на съёмках документального фильма «Уроки французского» (АТВ по заказу телеканала «Россия») состоялся режиссёрский дебют Владимира Марочкина.
- В 2009 году Владимир снял фильм «Адвокат Беляк: бэнд & человек», который выпустила фирма «Синтез дистрибьюшн» на компакт-диске, а в 2011 году — фильм «Рок с начинкой», посвящённый музыканту группы «Интеграл» Игорю Сандлеру.
- Весной 2011 года Марочкин снял по собственному сценарию документальный фильм «Ностальгия по Ташкенту» для телеканала «Ностальгия»[6].
- Другие работы Марочкина:
  - «Рок и ракета Гагарина»
  - «Наша Феличита»

## Награды
С 1997 по 2014 год Владимир Марочкин возглавлял жюри рок-фестиваля «Пророк», который ежегодно проводил Комитет по делам молодёжи Правительства Московской области. За эту работу Владимир Марочкин в 2008 году получил Почётную грамоту Правительства Московской области.